# František Zacharník
František Zacharník (* 3. září 1939, Poděbrady) je český operetní herec a zpěvák, textař, režisér, libretista a spisovatel. Od roku 1994 do 2002 působil jako umělecký šéf zpěvohry v Národním divadle Brno. 

## Životopis
Pochází z divadelní a pěvecké rodiny. Jeho rodiče Josef a Anna byli členy pěveckého sboru Hlahol a poděbradského ochotnického souboru Jiří. Své dva syny také vedli k divadlu, a tak František, nejstarší syn, hrával v ochotnickém divadlu a následně začal hrát a zpívat v kapelách. Po vystudování poděbradského gymnázia se hlásil na DAMU. Dostal se jen ale do výběrového kola, a tak šel studovat na Vysokou školu ekonomickou v Praze. Během studiích se dále věnoval divadlu, zpíval v orchestru Zdeňka Bartáka a psal texty písní. Například otextoval píseň Láska na kolech, kterou nazpíval Milan Chladil. Po studiích u ekonomie nezůstal a jako klavírista vypomáhal v Městském oblastním divadle v Kolíně. Roku 1964 uspěl v konkurzu do operety Krajského krušnohorského divadla v Teplicích. Hned se vypracoval mezi přední sólisty a dálkově vystudoval zpěv na Pražské konzervatoři.
Když v teplickém divadle hostoval brněnský režisér Stanislav Fišera, přemlouval ho, jestli by nechtěl odejít do brněnského divadla. Od roku 1972 byl František v angažmá ve zpěvohry Státního divadla v Brně. Zahrál si zde řadu rolí, například Gustava v Zemi úsměvů, Boniho v Čardášové princezně, Styxe v Orfeovi v podsvětí, Bulfínka v operetě Na tý louce zelený, Gaylorda Ravenala v Lodi komediantů, kovboje Curlyho v Oklahomě, Woodyho Rychtarika v Divotvorném hrnci, Lorence Pořízka ve Zvonokosech nebo Henryho Higginse v My Fair Lady. Kromě vystupování také vytvářel libreta. Krátce po nastoupení do brněnského angažmá libretně upravil Frimlovu operetu Světluška, a to pod pseudonymem Zacharias O´Harrol. Také se podílel se svými texty na úpravě komedie Večírek na rozloučenou anebo na brněnské verzi muzikálu Babylonská věž. Jeho prvním muzikálem byly Holky na ocet v roce 1976. Jeho dalším muzikálem byla o tři roky později Cindy a roku 1983 Gordický uzel. Vytvořil i muzikály pro děti, a to Princezna Písnička, Mauglí, Tuze pyšná princezna a Rychlé šípy. Převedl texty písní do češtiny muzikálům Zpívání v dešti, Sladká Charity, Jižní Pacifik, She Loves Me, Hledá se tenor a operet například Tři mušketýři, Pařížský život nebo Robinson Crusoe. V roce 1994 se stal uměleckým šéfem zpěvohry v Národním divadle v Brně a tuto funkci vykonával do roku 2002. V souboru zpěvohry působil i krátce poté, co byl přesunut do Městského divadla Brno a svoje angažmá ukončil roku 2004.
Po skončení pěvecké kariéry začal psát. Píše fejetony, dělá rozhovory a přispívá s članky do časopisů a novin. Kromě dvou knížek divadelních fejetonů Před oponou za oponou a Za opnou před oponou, vydal i Pikantně naučný vtipník a různě knihy pro děti.
Za svou práci v divadle obdržel roku 2023 cenu Thálie za celoživotní mistrovství v oboru muzikál a opereta.